# Торнільйо (Техас)
Торнільйо (англ. Tornillo) — переписна місцевість (CDP) в США, в окрузі Ель-Пасо штату Техас. Населення — 1432 особи (2020).

## Географія
Торнільйо розташоване за координатами 31°26′12″ пн. ш. 106°6′12″ зх. д. / 31.43667° пн. ш. 106.10333° зх. д. (31.436590, -106.103305).  За даними Бюро перепису населення США в 2010 році переписна місцевість мала площу 9,05 км², уся площа — суходіл.

## Демографія
Згідно з переписом 2010 року, у переписній місцевості мешкало 1568 осіб у 400 домогосподарствах у складі 362 родин. Густота населення становила 173 особи/км².  Було 443 помешкання (49/км²).
Расовий склад населення:
| - 83,5 % — білих - 0,2 % — чорних або афроамериканців - 0,1 % — корінних американців - 0,1 % — азіатів - 15,5 % — осіб інших рас |

До двох чи більше рас належало 0,5 %. Частка іспаномовних становила 98,7 % від усіх жителів.
За віковим діапазоном населення розподілялося таким чином: 37,5 % — особи молодші 18 років, 55,0 % — особи у віці 18—64 років, 7,5 % — особи у віці 65 років та старші. Медіана віку мешканця становила 26,1 року. На 100 осіб жіночої статі у переписній місцевості припадало 101,8 чоловіків;  на 100 жінок у віці від 18 років та старших — 91,4 чоловіків також старших 18 років.
Середній дохід на одне домашнє господарство  становив 36 350 доларів США (медіана — 27 404), а середній дохід на одну сім'ю — 36 612 долари (медіана — 26 729). За межею бідності перебувало 36,1 % осіб, у тому числі 49,0 % дітей у віці до 18 років та 49,0 % осіб у віці 65 років та старших.
Цивільне працевлаштоване населення становило 470 осіб. Основні галузі зайнятості: виробництво — 15,3 %, освіта, охорона здоров'я та соціальна допомога — 12,3 %, сільське господарство, лісництво, риболовля — 12,1 %.